# Zsuzsa Hagara
Zsuzsanna Hagara, detta Zsuzsa (Budapest, 8 febbraio 1978), è un'ex cestista ungherese.

## Carriera
Con l'Ungheria ha disputato i Campionati mondiali del 1998 e i Campionati europei del 2001.